# 王云鹤
王云鹤，贵州开泰（今贵州黎平）人，是一名清朝政治人物。
王云鹤曾于1858年接替姚曾翼任崇明县知县一职，1859年由翟寅清接任。